# Britton Hill
Britton Hill je s nadmořskou výškou 105 metrů nejvyšší bod v americkém státě Florida. Nachází se asi dva kilometry východně od Paxtonu v okrese Walton a pouze 1,5 kilometru od hranic s Alabamou. Bod je označen mezníkem. Protože všechny ostatní státy USA mají vyšší nadmořskou výšku, je Britton Hill je nejnižší nejvyšší bod ve spolkovém státě v USA.
Vyvýšena se nachází u města Lakewood na Floridě, u County Road 285 asi tři kilometry jihovýchodně od města Florala v Alabamě. Nachází se uvnitř parku Lakewood, který označuje nejvyšší bod a obsahuje památník, stezku a informační tabuli.